# Эль-Тимур
Эль-Тимур (иногда - Янь-Тэмур; монг. ᠡᠯᠲᠡᠮᠦᠷ, кит. трад. 燕鉄木児, упр. 燕铁木儿, пиньинь Yān Tiēmù'er; 1285—1333) — кыпчакский правитель и военачальник конца династии Юань. Командовал кыпчакской гвардейской армией, победил в гражданской войне в 1328 году и установил диктатуру, сделав великим ханом Туг-Тэмура.
Также кипчак Янь-Тэмур известен как конфуцианец, член академии Ханьлинь, «ведающий записями важнейших дел войска и государства», ответственный за проверку составления официальной истории.

## Биография
Эль-Тимур родился в кыпчакской семье, которая отличилась в гражданской войне с восставшими монгольскими князьями Наяном (Nayan, умер в 1287), Хайду и Дува. Чонгур (Chong’ur, 1260—1322), отец Эль-Тимура, и сам Эль-Тимур были лояльными к Хайсану военачальниками в гражданской войне и его сторонниками в захвате им императорского трона. В результате во время правления Хайсана положение семьи достигло вершин власти. И это положение было сильно утрачено при двух следующих каанах. Когда умер каан Есун-Тэмур, Эль-Тимур занимал относительно скромную, но очень важную должность помощника руководителя (ch’ien-yüan) Военного комитета. Вероятно, на заговор против наследника Есун-Тимура Эль-Тимур пошел потому, что был фанатично предан Дому Хайсана и одновременно желал восстановить утраченную славу своей семьи.

### Захват власти

#### Предпосылки
Хотя Хошила и Туг-Тэмур, его единокровный брат, претендовали на трон, фактическим вдохновителем переворота был Эль-Тимур. Линия Хайсана была восстановлена в основном за счет политической изобретательности и военной мощи Эль-Тимура.
Джен Су-ко (Jen Su-ko), один из бывших приближенных Шидэбалы выдвинул идею о восстании, чтобы отомстить за убийство Шидэбалы. Он убедил Эль-Тимура возглавить движение ещё до смерти Есун-Тэмура.

#### Ход действий
Эль-Тэмур, опираясь на подчиненные ему части императорской кипчакской гвардии в Даду, арестовал всех своих противников из числа высокопоставленных чиновников и военачальников, захватил все стратегические пункты столицы, установил контроль над денежной казной столичных даосских монастырей и запасами продовольствия.
В Шанду действия заговорщиков, которых возглавил младший брат Эль-Тэмура - Садунь, со своим сыном Танкишем, не были успешны. Заговор в Шанду был раскрыт, а 18 сторонников Эль-Тэмура казнены. Садунь и Танкиш бежали в Даду, где Эль-Тэмур упрочил свое положение. Действия Эль-Тэмура обеспечили контроль заговорщиков над центральным государственным аппаратом империи. Но они были вынуждены выпускать указы без подтверждающей их силу императорской печати, которая находилась в Шанду.
Эль-Тэмур послал своих представителей во все провинции с требованием признать его власть и оказать материальную поддержку. Его протеже Тук-Тэмур в это время находился далеко от Даду, в районе реки Янцзы. Эль-Тэмур направил доверенных лиц встретить Тук-Тэмура в Чжунсине (ныне в провинцииХэбэй), чтобы помочь ему быстрее возвратиться в столицу, а также склонить на свою сторону колеблющихся даругачи — наместников южных провинций.
Противники Эль-Тэмура не собирались сдаваться и возвели на трон сына Есун-Тэмура — восьмилетнего Арагибагу. Они стали собирать войска для наступления на Даду. Даругачи пяти провинций заявили им о своей поддержке. Но в конечном счете Янь-Тэмур с триумфом вошёл в Шанду.

### После переворота
Широкие слои китайского общества в целом сохраняли полное безразличие к очередному дворцовому перевороту. Поэтому клика во главе с Эль-Тэмуром смогла возвести на трон своего ставленника Тук-Тэмура. Способствовали этому и связи Эль-Тэмура с юаньской бюрократией, в основном из числа сэму, а также родственные этнические отношения между сторонниками Эль-Тэмура.
При императоре Туг-Тэмуре стал канцлером, занимался пересмотром законодательства — статутов.

## В кино
- «Императрица Ки» — телевизионный сериал 2013 года производства Южной Кореи, в роли Эль-Тимура — Чон Гук Хван (Jun Gook Hwan | 전국환).